# Prionus californicus
Prionus californicus es una especie de escarabajo longicornio del género Prionus, tribu Prionini. Fue descrita científicamente por Motschulsky en 1845.
Se distribuye por Canadá, Estados Unidos y México. Mide 77-55 milímetros de longitud. El período de vuelo ocurre en los meses de mayo a octubre.